# Sabúrovka (Vorónej)
|  | Per a altres significats, vegeu «Sabúrovka». |

Sabúrovka (en rus: Сабуровка) és un poble de l'óblast de Vorónej, a Rússia, segons el cens del 2010 tenia 129 habitants.